# Vancouver Bandits
I Vancouver Bandits sono una società di pallacanestro canadese con sede a Langley, nella Columbia Britannica.
Nacquero nel 2017 come Fraser Valley Bandits e dal 2019 disputano il campionato della CEBL.Ottimo campionato 
Nel settembre 2022, in seguito a un cambio di proprietà, hanno assunto la denominazione attuale.

## Stagioni
| Stagione | Lega | Denominazione         | V  | P  | %    | Piazzamento | Play-off   |
| -------- | ---- | --------------------- | -- | -- | ---- | ----------- | ---------- |
| 2019     | CEBL | Fraser Valley Bandits | 4  | 16 | 20,0 | 6º          | -          |
| 2020     | CEBL | Fraser Valley Bandits | 4  | 2  | 66,7 | 2º          | Finale     |
| 2021     | CEBL | Fraser Valley Bandits | 7  | 7  | 50,0 | 4º          | Semifinale |
| 2022     | CEBL | Fraser Valley Bandits | 12 | 8  | 60,0 | 4º          | Play-in    |